# بالادها (آلبوم ماریا کری)
بالادها (انگلیسی: The Ballads) (منتشرشده در سال ۲۰۱۰ باعنوان ترانه‌های عشق در بریتانیا) آلبومی گردآوری‌شده از خواننده و ترانه‌نویس آمریکایی ماریا کری است. در این آلبوم برخی از تصنیف‌های پرفروش کری در طول زندگی حرفه ای او وجود دارند. آلبوم در اواخر سال ۲۰۰۸ و در ژانویه ۲۰۰۹ در آمریکای شمالی منتشر شد.